# Arno Tuurna

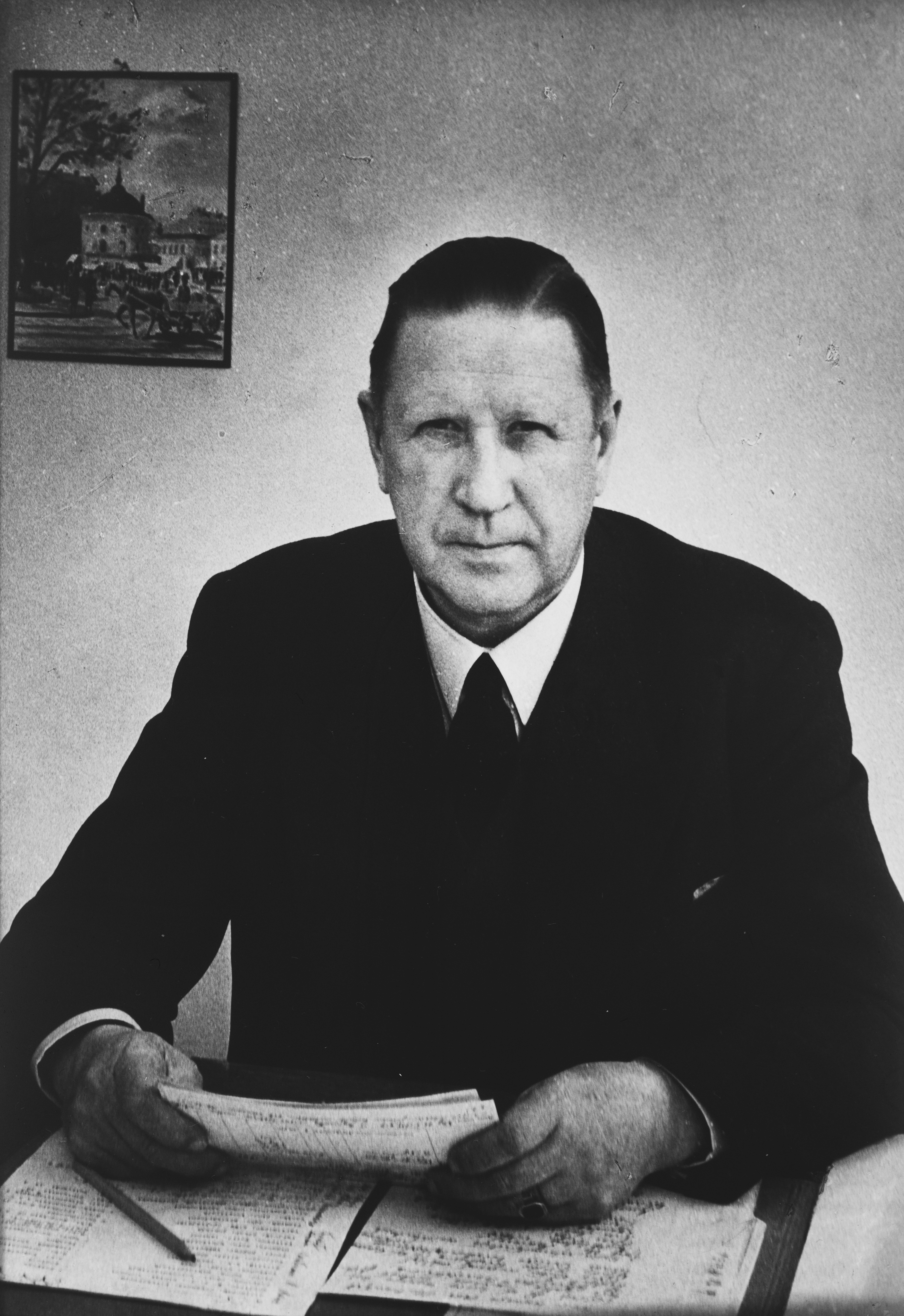
Arno Tuurna.

Otto Arno Tuurna (till 1935 Thuneberg), född 12 augusti 1894 i Lojo, död 10 maj 1976 i Helsingfors, var en finländsk stadsdirektör och politiker.
Tuurna, som var son till kamrer Karl Frithiof Thuneberg och Ingeborg Maria Söderman, blev student 1912, genomgick Kadettskolan 1922, avlade högre rättsexamen 1925 och blev vicehäradshövding 1928. Han var anställd vid Finlands Bank i Helsingfors 1913–1916, officer vid Karelska gardesregementet 1919–1924, verkställande direktör i firman J. Hallenberg 1926–1930, ordförande i direktionen från 1939, stadsdirektör i Viborg 1930–1948, ordförande i stadens förvaltningsnämnd 1940–1948 och erhöll stadsdirektörs titel 1948.
Tuurna var medlem av Helsingfors stadsfullmäktige från 1946, av stadsstyrelsen 1948–1958 och från 1960, av styrelsen för Finlands stadsförbund 1935–1958, ordförande för dess finansråd från 1943 och medlem av förvaltningsrådet för Nordiska Föreningsbanken från 1952. Han var ordförande i styrelsen för Karelska stiftelsen från 1941, viceordförande i Karelska förbundet 1948, konsulterande medlem i inrikesministeriet för den förflyttade befolkningen 1940, och ordförande i Karelska medborgarförbundets östkarelska kommitté 1931–1940. Han var ordförande i direktionen för Viborgs frontmannaförbund 1939–1944 och för Viborgs vapenbröder 1942–1944. Han var medlem i Samlingspartiets partidelegation 1935–1956, elektor vid presidentvalen 1937, 1940, 1943, 1950 och 1956, medlem av Finlands riksdag 1939–1958, ordförande i lag- och ekonomiutskottet 1945–1958, medlem av krigsansvarighetsdomstolen 1945–1946 och av riksrådet 1958–1960. Han var ordförande för Pehr Evind Svinhufvuds minnesstiftelse från 1952. Han utgav Valkoinen Aika 1918.